# Chasseguey
Chasseguey és un municipi francès situat al departament de la Manche i a la regió de Normandia. L'any 2007 tenia 74 habitants.

## Demografia

### Població
El 2007 la població de fet de Chasseguey era de 74 persones. Hi havia 33 famílies de les quals 8 eren unipersonals (4 homes vivint sols i 4 dones vivint soles), 11 parelles sense fills, 7 parelles amb fills i 7 famílies monoparentals amb fills.
La població ha evolucionat segons el següent gràfic:
Habitants censats

### Habitatges
El 2007 hi havia 47 habitatges, 35 eren l'habitatge principal de la família, 7 eren segones residències i 6 estaven desocupats. Tots els 47 habitatges eren cases. Dels 35 habitatges principals, 27 estaven ocupats pels seus propietaris i 7 estaven llogats i ocupats pels llogaters; 1 tenia una cambra, 3 en tenien dues, 7 en tenien tres, 11 en tenien quatre i 12 en tenien cinc o més. 29 habitatges disposaven pel capbaix d'una plaça de pàrquing. A 18 habitatges hi havia un automòbil i a 14 n'hi havia dos o més.

### Piràmide de població
La piràmide de població per edats i sexe el 2009 era:
| Homes | Edats   | Dones |
| ----- | ------- | ----- |
| 0     | 95 o +  | 0     |
| 0     | 90 a 94 | 0     |
| 4     | 85 a 89 | 4     |
| 0     | 80 a 84 | 0     |
| 8     | 75 a 79 | 4     |
| 0     | 70 a 74 | 0     |
| 4     | 65 a 69 | 4     |
| 4     | 60 a 64 | 0     |
| 0     | 55 a 59 | 0     |
| 0     | 50 a 54 | 0     |
| 4     | 45 a 49 | 4     |
| 0     | 40 a 44 | 0     |
| 4     | 35 a 39 | 4     |
| 8     | 30 a 34 | 0     |
| 0     | 25 a 29 | 4     |
| 8     | 20 a 24 | 0     |
| 0     | 15 a 19 | 4     |
| 0     | 10 a 14 | 8     |
| 4     | 5 a 9   | 4     |
| 8     | 0 a 4   | 4     |

## Economia
El 2007 la població en edat de treballar era de 43 persones, 31 eren actives i 12 eren inactives. De les 31 persones actives 30 estaven ocupades (21 homes i 9 dones) i 1 aturada (1 dona i 1 dona). De les 12 persones inactives 7 estaven jubilades i 5 estaven classificades com a «altres inactius».
Activitats econòmiques
L'únic establiment que hi havia el 2007 era d'una empresa de serveis.
L'any 2000 a Chasseguey hi havia 15 explotacions agrícoles que ocupaven un total de 336 hectàrees.

## Poblacions més properes
El següent diagrama mostra les poblacions més properes.